# 杜勒西河坛
杜勒西河坛（Tulsi Ghat）是印度瓦拉纳西的一个河坛。它以杜勒西达斯命名，他写罗摩功行录时就住在这里。此前，杜勒西河坛被称为Lolark 河坛。1941年，杜勒西河坛由著名的工业家比尔拉用水泥建造。
杜勒西河坛是Sankat Mochan 基金会的办公基地，这是一个非政府组织，自1982年以来一直致力于清洁恒河。Sankat Mochan基金会是与恒河清洁项目有关的最大的名字之一。基金会的经理Veer Bhadra Mishra教授是一位环境主义者和社会活动家，住在杜勒西河坛。米斯拉教授被授予联合国环境规划署颁发的1992年全球500佳环境奖。

## 入室盗窃
2011年12月，杜勒西达斯写的《罗摩功行录》的副本从杜勒西河坛的哈奴曼庙被盗。阿瓦德语语手稿在1623年被发现后，从1701年以来一直在寺庙里。

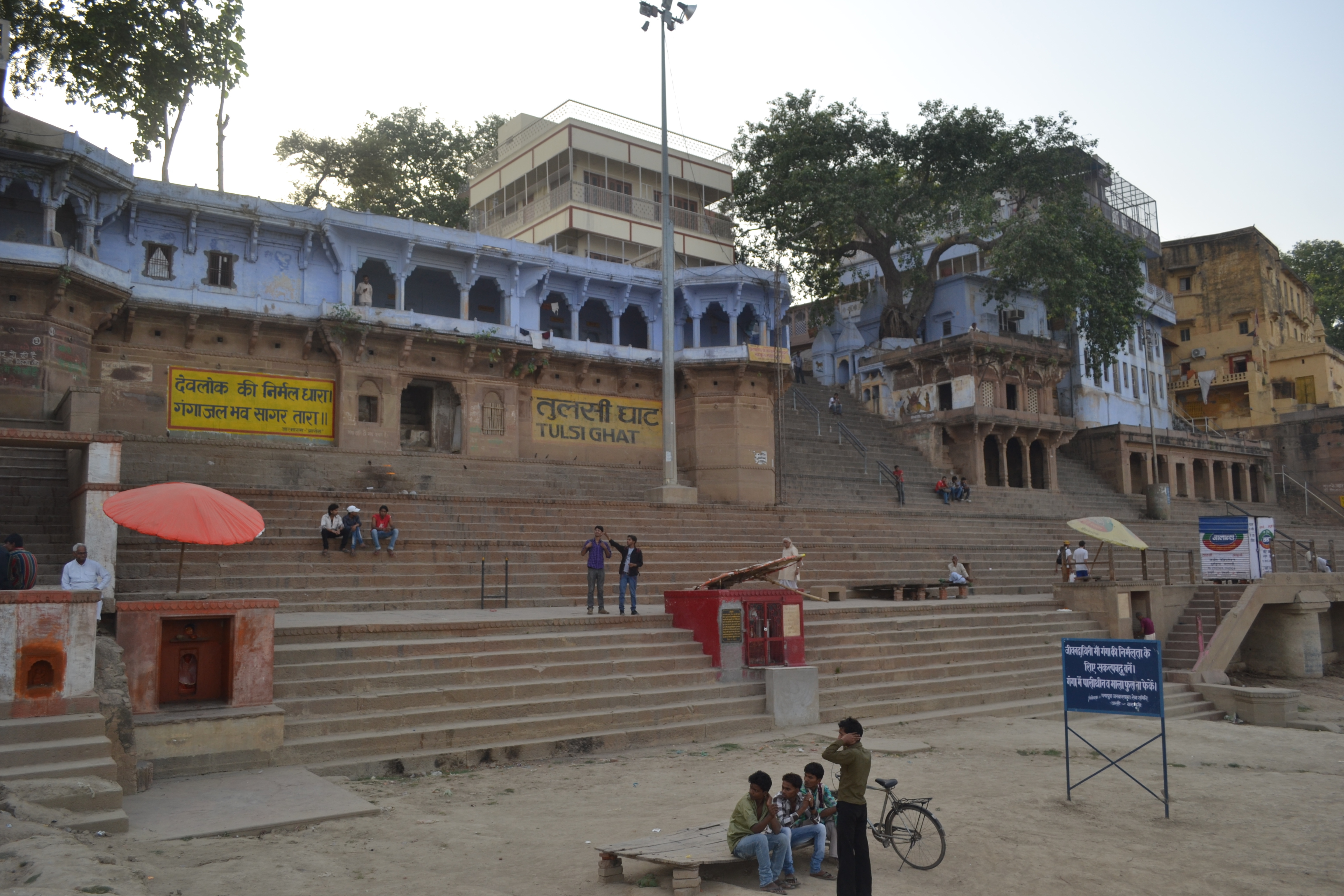

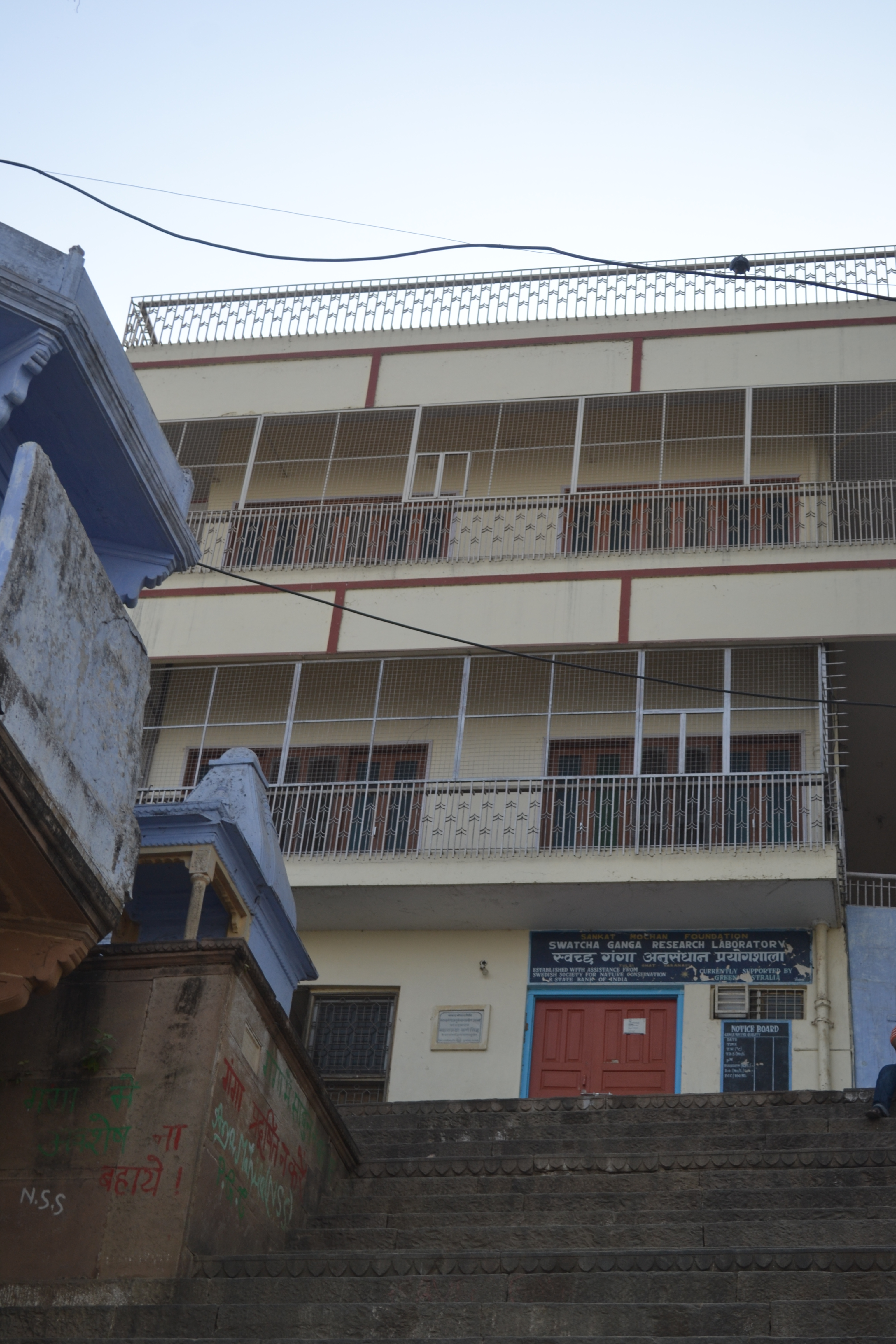